# Andrzejówka
Andrzejówka [pronunciación en polaco: /anʐɛˈjufka/] es un pueblo en el distrito administrativo de Gmina Policzna, dentro del distrito de Zwoleń, voivodato de Mazovia, en el centro-este de Polonia. Se encuentra aproximadamente 4 kilómetros al sur de Policzna, 8 kilómetros al norte de Zwoleń, y 99 kilómetros al sudeste de Varsovia.